# 劳埃德·M·史密斯
劳埃德·M·史密斯（1954年10月3日—）是一位美国化学家，知名于开发了最早的DNA测序仪。

## 生平
史密斯生于加利福尼亞州伯克利，父母为物理学和数学教授，本科就读于加州大學柏克萊分校，期间进入韦恩·L·哈贝尔实验室，博士毕业于史丹佛大學，博士导师哈登·M·麦康奈尔，之后进入加州理工學院勒罗伊·胡德实验室从事博士后工作，期间发明了最早的DNA测序仪，并由Applied Biosystems（ABI）公司商业化并推向市场。